# Branimir Subašić
Branimir Subašić (cyr. Бранимир Субашић, ur. 7 kwietnia 1982 w Belgradzie) – serbski piłkarz klubu OFK Beograd, posiada obywatelstwo Azerbejdżanu, reprezentant Azerbejdżanu, napastnik oraz pomocnik.

## Kariera sportowa
Strzelił jedną bramkę w reprezentacji podczas meczu eliminacyjnego do ME 2008 z reprezentacją Polski w piłce nożnej 2 czerwca (1:3 dla Polski).